# Duelo de Carabanchel
El Duelo de Carabanchel fue un enfrentamiento a pistola que tuvo lugar en la escuela de tiro de la Dehesa de Carabanchel, en la mañana del 12 de marzo de 1870 entre Antonio de Orleans, duque de Montpensier y Enrique de Borbón, duque de Sevilla, en la que el segundo perdió la vida, y el primero sus opciones a reinar en España.

## Antonio de Orleans y su relación con España

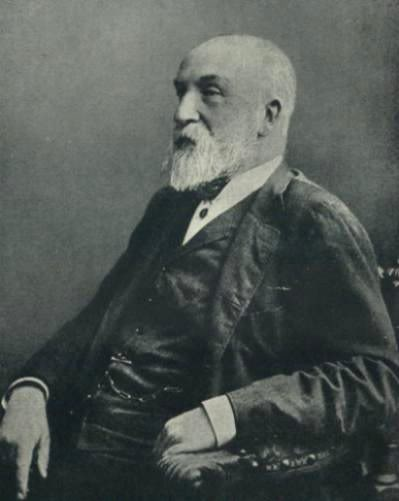
El duque Antonio de Orleans, en su vejez.

El duque de Montpensier había nacido en Neuilly-sur-Seine en 1824 y era el quinto hijo de Luis Felipe de Orleans, que se convertiría en el rey de los franceses tras la Revolución de 1830. Dedicado a la milicia había combatido valientemente en la conquista de Argelia. Cuando tenía 22 años, su padre intentó casarlo con Isabel II, lo que le hubiera convertido en rey de España, pero Inglaterra no podía permitir que Francia y España formasen un bloque continental y amenazó con una guerra.
Así, el duque de Montpensier se casó con la hermana pequeña de Isabel II, Luisa Fernanda de Borbón, e Isabel II el mismo día se casó con Francisco de Asís de Borbón, a quien despreciaba porque era incapaz de darle satisfacción sexual.
Todavía le quedaron esperanzas al duque de Montpensier de ser, si no rey, al menos regente, pues pronto estuvo claro que Francisco de Asís era incapaz de hacerle un hijo a Isabel II. La corona pasaría por tanto a la hermana de la reina o a los hijos que tenía con el duque de Montpensier. Sin embargo, Isabel II remedió las carencias maritales teniendo, con varios amantes, hijos oficialmente legítimos.

## La conspiración contra Isabel II

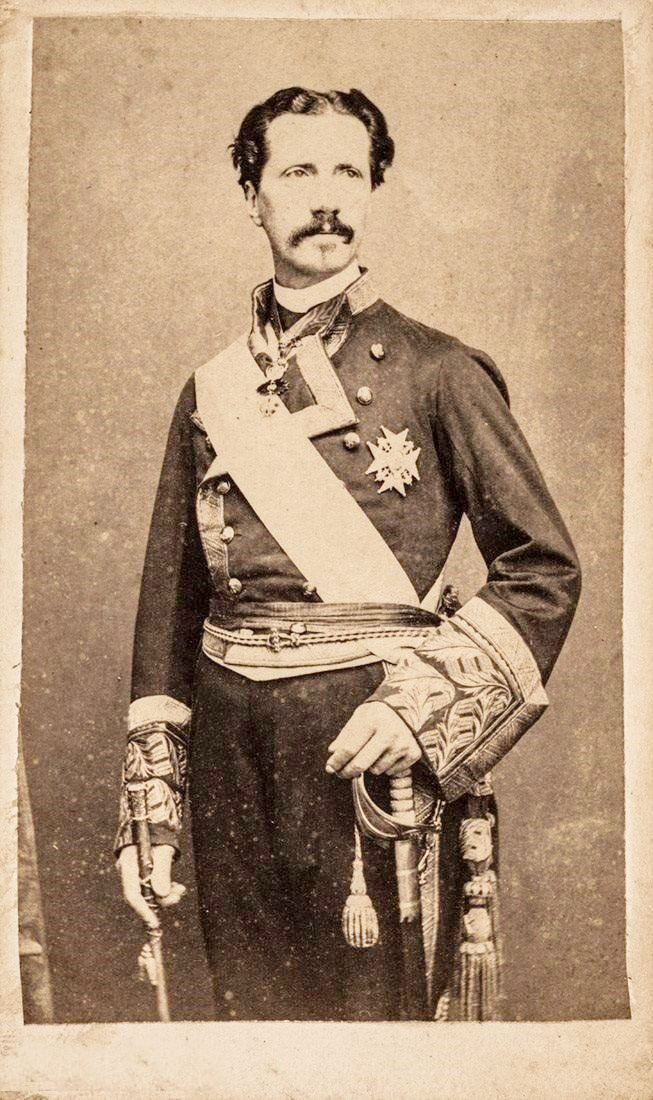
Enrique de Borbón

Perdida pues esta segunda oportunidad, al duque de Montpensier no le quedaba otra que conspirar contra Isabel II, hacerla caer del trono y postularse como sustituto. Fue sorprendido financiando lo que sería la Revolución Gloriosa de 1868 y hubo de exiliarse en Portugal hasta la caída efectiva de Isabel II. Entonces regresó y empezó la campaña por su candidatura al trono vacante.
Con él sería reina de España la otra hija de Fernando VII, Luisa Fernanda, y tenía el apoyo del general Serrano, uno de los hombres fuertes de la Revolución de 1868, el vencedor de Alcolea y jefe del primer Gobierno provisional. 
El otro contendiente, Enrique de Borbón, venía distinguiéndose desde antes de la Revolución por sus ideas liberales de las que hacía continuo alarde. No obstante lo dicho, algunos historiadores[¿cuál?] han creído ver detrás del manifiesto injurioso que firmó contra la persona del duque la mano de su cuñada, la reina Isabel II, cuyo enfrentamiento con Montpensier era notorio y conocido. Otros autores[¿cuál?] sostienen que la inspiración del artículo fue republicana, partido con el que el infante mantenía contactos.
En el citado artículo, titulado “A los montpensieristas” se lanzaban injurias varias contra el pretendiente, del estilo del más decidido enemigo político del duque francés”, cuya persona le inspiraba  “hondo desprecio” por su “truhanería política”. Finalizaba el escrito llamando al duque “hinchado pastelero francés”. Montpensier montó en cólera y furioso mandó al infante una carta en la que decía lo siguiente: “Muy Sr. Mio. Adjunto es un papel en el cual aparece su nombre. Espero que se sirva V. decirme si lo ha escrito y si está dispuesto a responder de él”, a lo que el destinatario respondió con otra misiva de este tenor: “Muy Sr. Mío: El papel que me ha remitido y le devuelvo adjunto, está escrito por mí y por consiguiente respondo de él".
En la época en que ocurrieron los hechos no era infrecuente que los caballeros resolvieran cuestiones de honor en duelo. En España y en el siglo XIX  se batieron ministros, diputados, militares, periodistas, escritores e incluso aristócratas... Para los hombres públicos, la posibilidad de un duelo obligaba a formarse en la esgrima y en el tiro a pistola, para ello proliferaban las salas de armas donde los jóvenes de la buena sociedad se ejercitaban en el arte de la esgrima. En Madrid, la pistola se practicaba en el salón de tiro del Círculo Militar o en la Escuela Nacional de Tiro de la Dehesa de Carabanchel. En duelo, un tirador avezado gozaba de muchas más probabilidades de salir ileso que un tirador neófito. El duelo era más cruento si se concertaba a pistola rayada, ya que las estrías del ánima proporcionan al proyectil una precisión superior a los que proceden de un ánima lisa.

## El duelo de Carabanchel

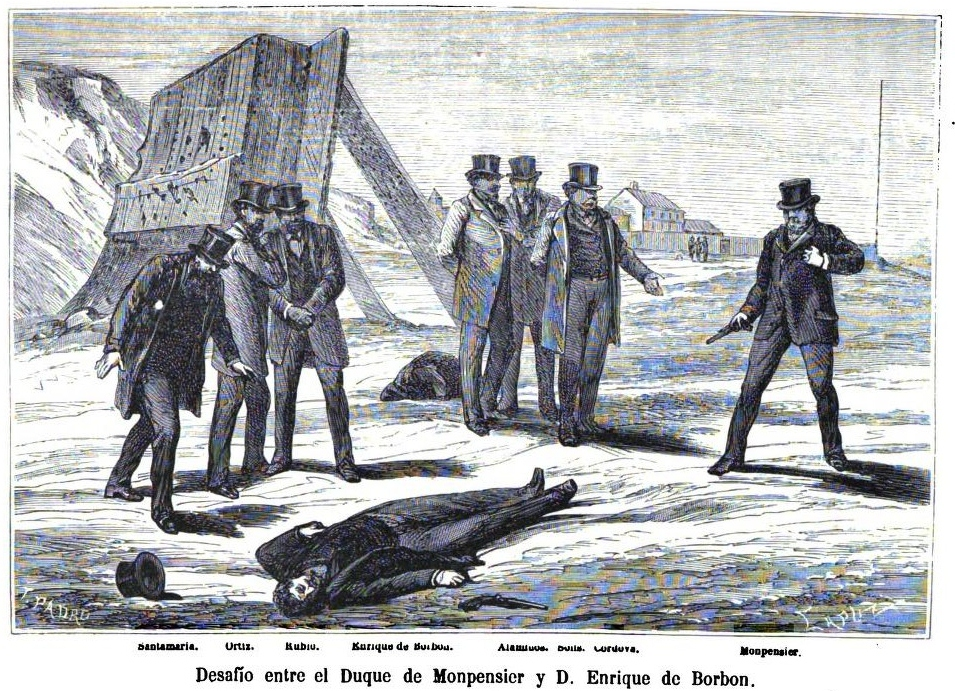
Desafío entre el duque de Montpensier y Enrique de Borbón (Historia de la interinidad y guerra civil de España desde 1868, Vol. 1)

Los dos duques llegaron el 12 de marzo de 1870 a la escuela Nacional de tiro de la Dehesa de Carabanchel vestidos con la reglamentaria levita negra. Sus padrinos habían discutido las condiciones del duelo con el ritual acostumbrado en aquellos lances de honor, esclavos de una etiqueta caballeresca. Al duque de Montpensier le acompañaban tres padrinos, los generales Alaminos y Fernando Fernández de Córdova, y el coronel Solís; a su primo, Enrique de Borbón, los diputados republicanos Federico Rubio, Emigdio Santamaría y Manuel Ortiz. Se estableció que dispararían alternativamente, sorteándose el orden y la colocación; se fijó la distancia ( 9 o 10 metros, según las fuentes), marcada por dos piquetes. 
La víspera habían comprado dos pistolas de duelo en Ormaechea, el armero vizcaíno; se comprobó que no habían sido usadas, que estaban en buenas condiciones y se permitió  a los duelistas probarlas. El duque de Sevilla no se había molestado en practicar el tiro, parece que el duque de Montpensier sí lo había hecho las dos tardes anteriores. Como tenía defectos de visión, se le autorizó a usar gafas, según recoge el acta.
Le tocó disparar primero al duque de Montpensier, que erró el tiro; también falló el duque de Sevilla. El honor ya estaba a salvo, pero al contrario que en otros duelos que se consideraban así resueltos, habían establecido que seguirían disparando hasta que se hiciera sangre. El duque de Montpensier hizo pues el tercer disparó de la mañana, con la fatalidad de que impactó justo en la frente de su adversario. El duque de Sevilla cayó por tierra, muerto.
El ganador del desafío fue por tanto Antonio de Orleans, hijo pequeño del exrey Luis Felipe de Francia, infante de España por su matrimonio con Luisa Fernanda de Borbón, hermana de la reina Isabel II y desde hacía 24 años pretendiente por diversos medios al trono español.

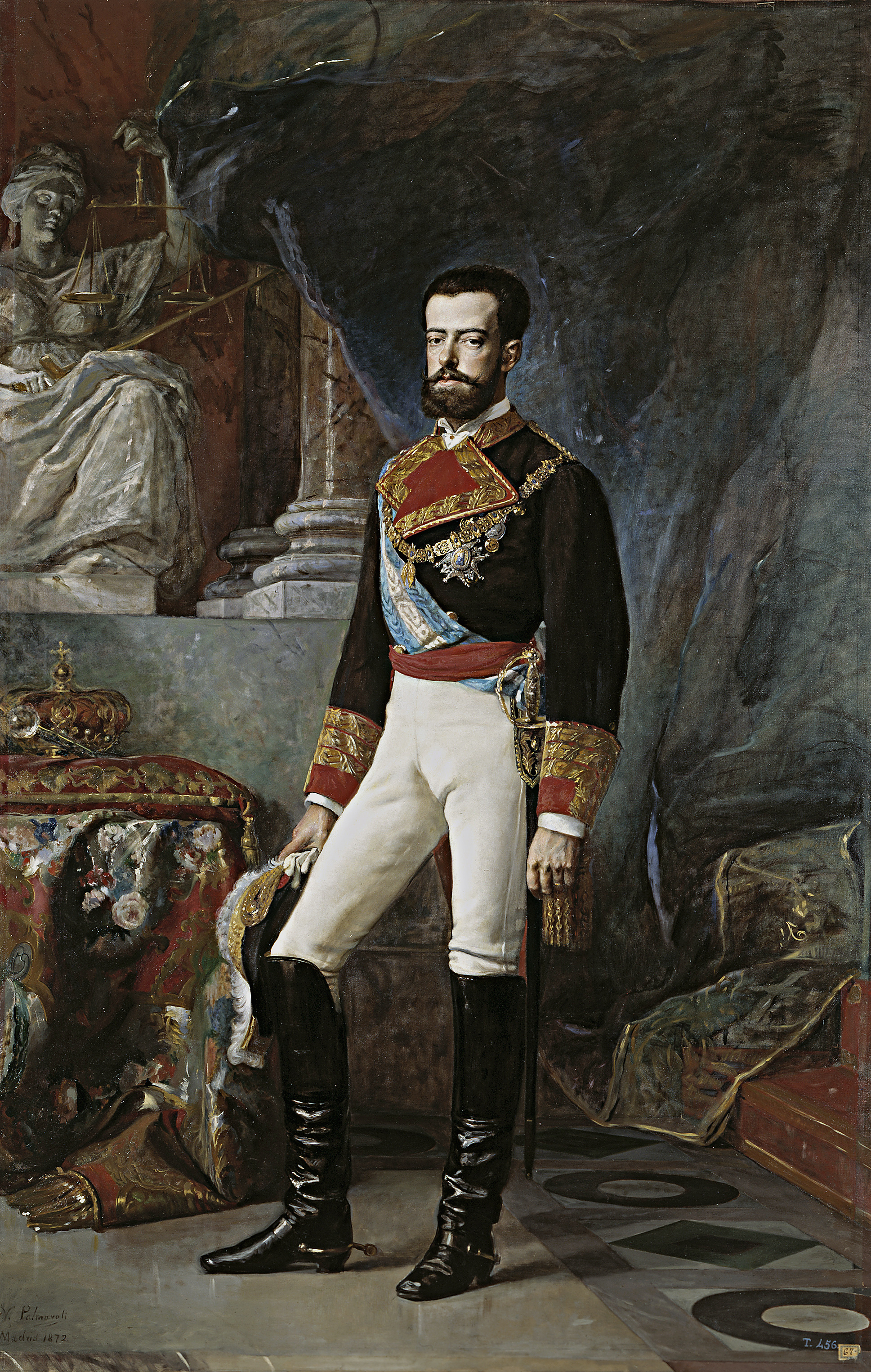
Retrato de Amadeo I (1872) de Vicente Palmaroli (Museo del Prado).

Pero esa victoria sería en realidad la mayor derrota de su vida, por la identidad del muerto. El duque de Sevilla era Enrique de Borbón, infante de España por nacimiento y no por matrimonio, nieto y a la vez bisnieto de Carlos IV de España y hermano del rey consorte Francisco de Asís de Borbón, el marido de Isabel II. El duque de Montpensier había derramado sangre real española y eso le despojaría de todas las posibilidades de reinar en la Corte de Madrid.
La muerte de Enrique de Borbón conmocionó a España y a toda Europa. Dado el carácter de militar del duque de Montpensier –Isabel II le había nombrado capitán general- se le formó consejo de guerra. Como solía hacer la justicia en los casos de duelo, se determinó que la muerte del infante había sido “accidental”, y al duque de Montpensier le impusieron un mes de arresto.

## Amadeo de Saboya
Pero el auténtico juicio tuvo lugar en las Cortes a finales de año. Cuando el 16 de noviembre de 1870 las Cortes Constituyentes votaron quién debía ocupar el trono español, el duque francés sólo obtuvo 27 votos, frente a los 191 del candidato del general Prim, el príncipe italiano Amadeo de Saboya.
El duque de Montpensier, que se negó a reconocer al nuevo rey, perdió su grado de capitán general y fue desterrado a Baleares, aunque volvería a Madrid al ser elegido diputado por San Fernando (Cádiz). En Madrid volvió a conspirar contra Amadeo de Saboya, como había hecho contra Isabel II, y algunos señalaron su mano como la que pagó a los asesinos del general Prim. El más probable ejecutor del magnicidio, el republicano Paúl y Angulo, acusaba al duque de Montpensier de haberlo orquestado, aunque es muy posible que mintiese interesadamente.

## La hija de Antonio de Orleans, María de las Mercedes
Todavía se acercó, aunque indirectamente, al trono de España cuando el joven Alfonso XII, nuevo soberano repuesto después de los fracasos de Amadeo de Saboya y la I República tuvo un flechazo de amor por la hija del duque de Montpensier, María de las Mercedes. Pero María de las Mercedes solamente vivió seis meses y un día tras la boda. Y aunque el duque de Montpensier lo intentó, Alfonso XII no quiso casarse con otra de las hijas del “duque francés”.